# Фельдшерсько-акушерський пункт

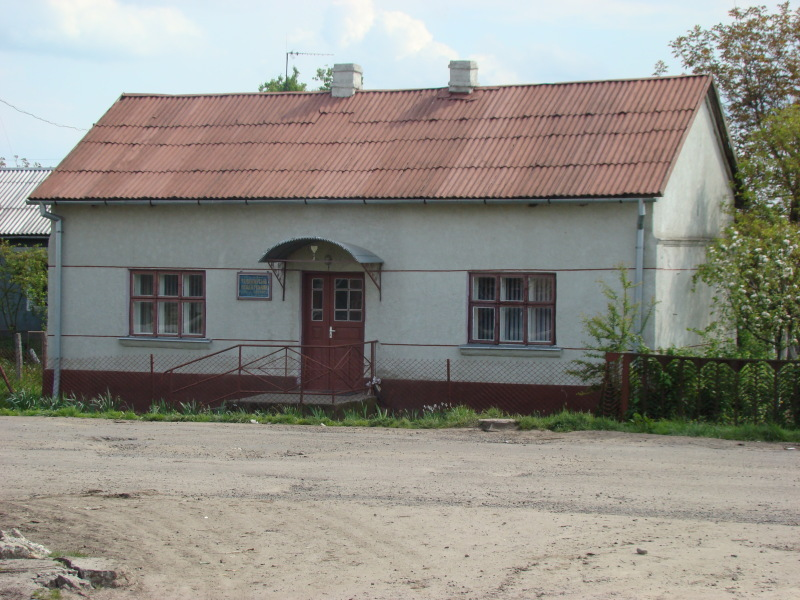
Фельдшерсько-акушерський пункт в селі Пикуловичі Львівської області

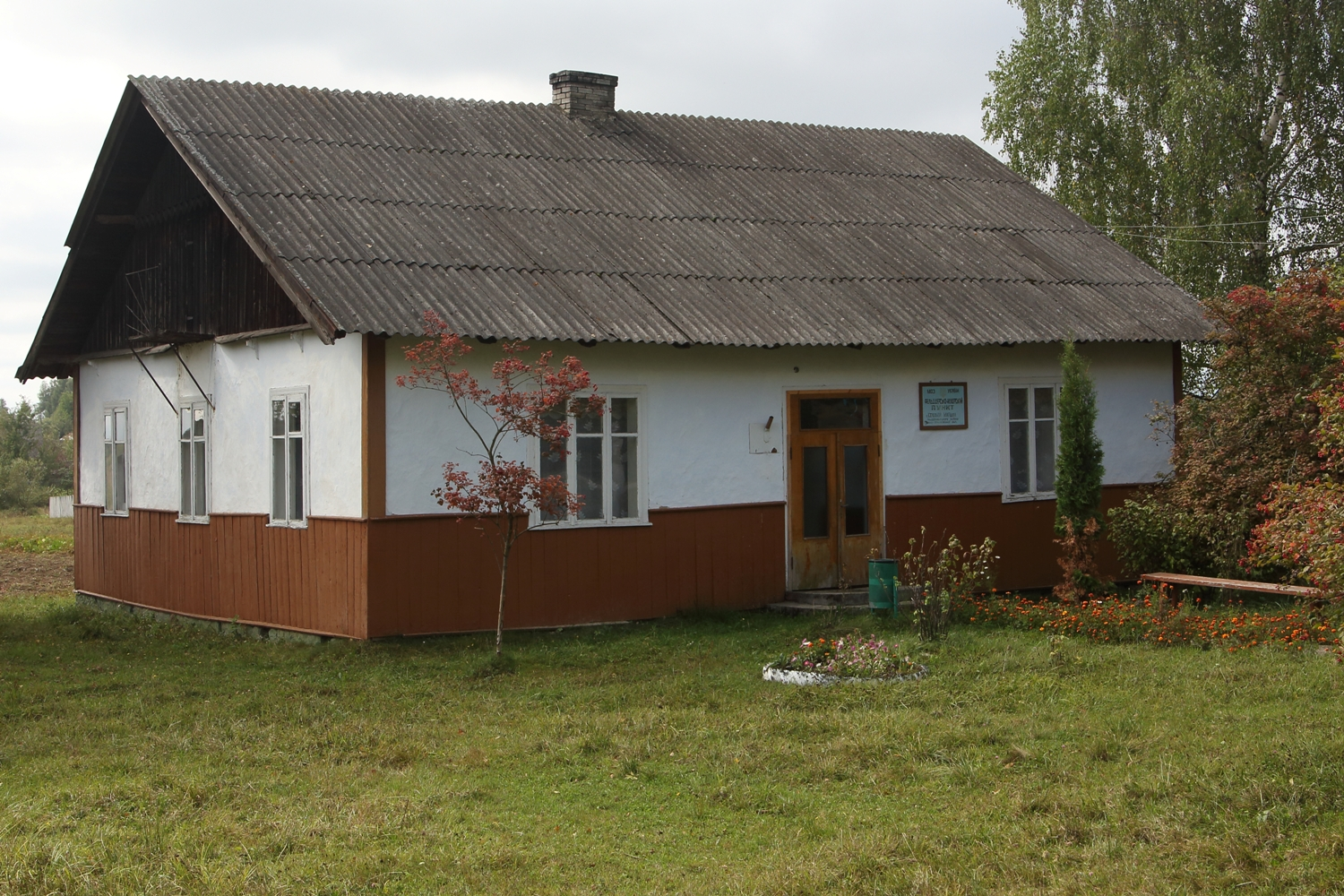
Фельдшерсько-акушерський пункт в селі Середній Майдан Івано-Франківської області

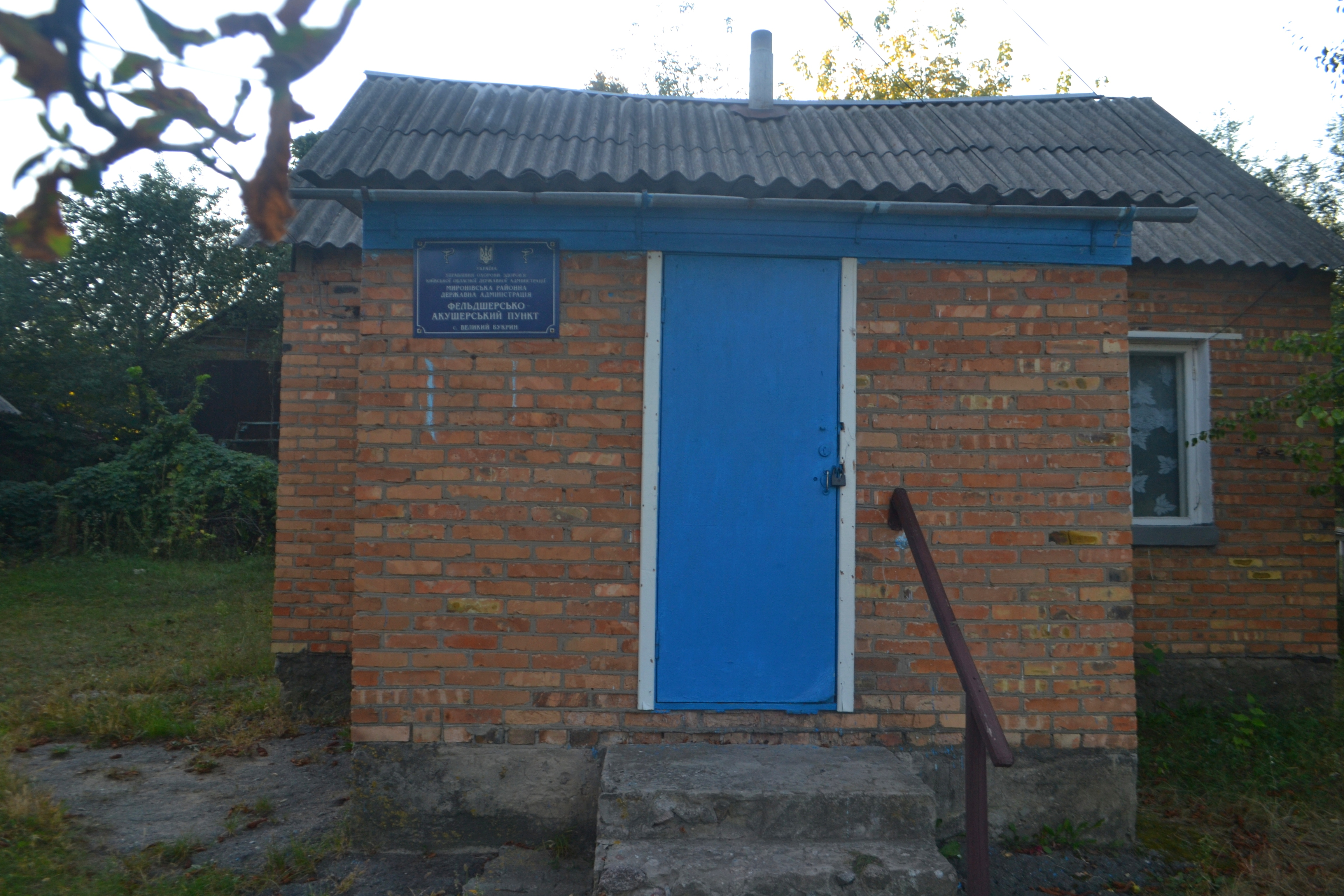
Фельдшерсько-акушерський пункт у селі Великий Букрин Черкаської області

Фе́льдшерсько-акуше́рський пункт (ФАП) — пункт першої невідкладної медичної допомоги в малих поселеннях України та країнах колишнього СРСР. В Україні поширені майже в усіх селах та селищах, є замінником лікарень та амбулаторій.

## Походження назви
Назва пішла від назви двох медичних працівників, які входять до штату та можуть на первинному етапі надати медичну допомогу.

## Функції
Необхідність долікарської ланки охорони здоров'я в сільській місцевості визначається малою щільністю проживання населення (на відміну від компактного міського населення). ФАПи розташовуються в найвіддаленіших від лікарні населених пунктах, роблячи медичну допомогу для їх мешканців більш доступною.

## Склад
Персонал ФАПу складається із завідувача — фельдшера (акушерки), патронажної сестри (акушерки) і санітарки. ФАП веде приймання населення амбулаторно і вдома, може призначати лікування в межах компетенції фельдшера та акушерки, здійснює патронаж дітей до 3 років, забезпечує консультації з фахівцями й виконує лікарські приписи. Виконує медичне обслуговування дитячих дошкільних установ, які не мають у своєму складі медпрацівників. ФАП надає невідкладну медичну допомогу на долікарському етапі.

## Основна діяльність
ФАПи проводять санітарно-протиепідеміологічну роботу на підвідомчій території: виявляють та ізолюють заразних хворих, проводять поточну дезінфекцію приміщень, де хворі перебували, відсторонюють від роботи в харчоблоках, дитячих і лікувальних установах осіб, які контактували з хворими, проводять профілактичні щеплення. ФАП здійснює санітарно-епідеміологічний нагляд за територією і розташованими на ній організаціями.